# Dynamotor
Il Dynamotor è una macchina elettrica usata in passato per alimentare apparecchi a valvole, per lo più ricevitori radio e trasmettitori, elevando la tensione delle batterie. Il termine dynamotor è la contrazione delle parole Dynamo e Motor.
Era uno dei metodi più antichi e comuni impiegati negli apparati radioelettrici militari e civili operanti in postazioni mobili (veicoli, velivoli o su navi) per generare la tensione anodica (a volte di varie di centinaia di volt) necessaria per alimentare le valvole termoioniche, partendo da tensioni basse (6-12-24 volt) prelevate dalle batterie dei mezzi che ospitavano gli apparati.
Un dynamotor è sostanzialmente composto da un motorino elettrico alimentato da una tensione nominale che poteva essere di 6,3 V; 12,6 V o di 25,2 V, con calettata sullo stesso albero una dinamo dimensionata per generare le varie tensioni e correnti anodiche necessarie al funzionamento degli apparati.